# Tatra T2
A Tatra T2 a csehszlovák ČKD gépgyártó vállalat smíchovi üzemében, a ČKD Tatra vállalatnál 1955–1962 között gyártott villamos. Összesen 771 darab készült belőle.

## Története
Az amerikai PCC licencen alapuló Tatra T1 továbbfejlesztett változata. A legelső T2-prototípust 1955-ben tesztelték Prágában. 1958-tól gyártották sorozatban, szinte minden csehszlovák hálózatra jutott belőle. Prágában és Jablonecben nem helyezték üzembe a kocsik műszaki tulajdonságai miatt.
A T2 sokkal tartósabb volt, mint az elődje a T1, és egyben hosszabb életű is. Az utolsó T2 villamosokat az 1980-as években cserélték le.

## T2SU
A T2 egy módosított változatát, a T2SU-t a Szovjetunióba szállították (innen a név SU jelölése). A kocsik különböztek a csehszlovák változattól, különösen azáltal, hogy kihagyták a középső ajtót, nagyobb teret biztosítva ezáltal a kocsiban. Összesen 380 T2SU villamost adtak el a Szovjetuniónak. Itt is az 1980-as években cserélték le a típust.

## T2R
Az 1970-es és 1980-as években 112 db T2 villamost korszerűsítettek, ezek jelölése a T2R. Korszerűsítésekor az elektromos berendezések átalakítása és néhány apró változás történt a kocsiszekrényben. A korszerűsítés segített a villamosok életkorát az 1990-es évekig kitolni.